# Veinka
Veinka är ett vattendrag i Belarus. Det ligger i den norra delen av landet, 70 km norr om huvudstaden Minsk.
I omgivningarna runt Veinka växer i huvudsak blandskog. Runt Veinka är det glesbefolkat, med 18 invånare per kvadratkilometer.